# Żyły powierzchowne kończyny górnej

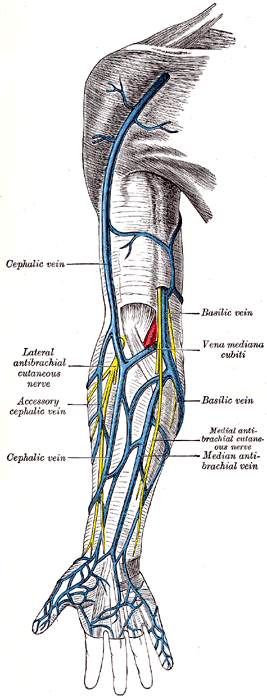
Żyły powierzchowne kończyny górnej

Żyły powierzchowne (a. skórne) kończyny górnej – w anatomii człowieka naczynia żylne tworzące ważną (pod względem fizjologicznym i klinicznym) sieć, położoną na powięzi kończyny, w podskórnej tkance łącznej i tłuszczowej. Towarzyszą im pnie limfatyczne i gałęzie nerwowe; nie posiadają odpowiadających tętnic. Rozwojowo, stanowią główną drogę żylną u zarodka. Z wyjątkiem żył pośrodkowych posiadają zastawki, zwykle w mniejszej liczbie niż u żył głębokich.

## Charakterystyka
Na obszarze dłoni, odwrotnie niż w przypadku sieci tętniczej, system żylny jest lepiej wykształcony po stronie tylnej. Krew spływa na jej grzbiet już wzdłuż palców, głównie zaś żyłami międzygłówkowymi, łączącymi obie powierzchnie. Pierwotnie główną powierzchowną drogę żylną stanowi na całej długości żyła odłokciowa, gdy tymczasem żyła odpromieniowa wraz ze swoimi połączeniami pełnią funkcję drogi pobocznej. W części ramiennej pozostaje zachowana zawsze pierwotna relacja, lecz na przedramieniu stosunek ten z wiekiem ulega odwróceniu. Zmienność omawianego układu jest bardzo duża, szczególnie w przedniej okolicy łokciowej. Można tu wyróżnić (za Paturetem, 1951) trzy zasadnicze typy, swoim przebiegiem odpowiadające wizualnie kształtom liter: "M" (60%), "Y" (30%) oraz "N" (8%). Żyły powierzchowne wytwarzają liczne zespolenia zarówno między sobą jak i żyłami głębokimi; krew może swobodnie przemieszczać się między obydwoma układami.

## Elementy składowe sieci
- Żyły powierzchowne palców
  - sieć dłoniowa palców
    - splot opuszkowy
    - żyły dłoniowe palców (venae digitales palmares)
    - żyły międzygłówkowe (venae intercapitulares)

  - sieć grzbietowa palców
    - splot podpaznokciowy
    - żyły grzbietowe palców[1] (venae digitales dorsales)
    - żyły międzygłówkowe (venae intercapitulares)

- Żyły powierzchowne ręki
  - żyły strony dłoniowej ręki
    - skórna sieć dłoniowa[2]

  - żyły strony grzbietowej ręki
    - sieć żylna grzbietowa ręki[3] (rete venosum dorsale manus)

- Żyły powierzchowne przedramienia i ramienia
  - żyła odpromieniowa (vena cephalica)
    - żyła odpromieniowa dodatkowa (vena cephalica accessoria)
    - żyła pośrodkowa łokcia (vena mediana cubiti)

  - żyła odłokciowa (vena basilica)
  - żyła pośrodkowa przedramienia (vena mediana antebrachii)
    - żyła pośrodkowa odpromieniowa (vena mediana cephalica)
    - żyła pośrodkowa odłokciowa (vena mediana basilica)